# Phyllopsora canoumbrina
Phyllopsora canoumbrina är en lavart som först beskrevs av Vainio, och fick sitt nu gällande namn av Brako. Phyllopsora canoumbrina ingår i släktet Phyllopsora och familjen Ramalinaceae.   Inga underarter finns listade i Catalogue of Life.